# Ніколи в житті (фільм, 2015)
«Ніколи в житті» (фр. Jamais de la vie) — французько-бельгійський фільм-трилер, знятий П'єром Жоліве. Світова прем'єра стрічки відбулась 21 лютого 2015 року на Монському кінофестивалі. Також фільм показали в головному конкурсі Шанхайського міжнародного кінофестивалю, де він отримав «Золотий кубок» за найкращий фільм.

## У ролях
- Олів'є Гурме — Френк
- Валері Боннетон — Мілен
- Марк Зінга — Кету
- Тьєррі Анкіссе — Етьєнн
- Жан Франсуа Кейрі — Антуан
- Пако Бублар

## Визнання
| Нагороди та номінації фільму «Ніколи в житті» | Нагороди та номінації фільму «Ніколи в житті» | Нагороди та номінації фільму «Ніколи в житті» | Нагороди та номінації фільму «Ніколи в житті» | Нагороди та номінації фільму «Ніколи в житті» | Нагороди та номінації фільму «Ніколи в житті» |
| Рік                                           | Кінопремія / Кінофестиваль                    | Категорія / Нагорода                          | Номінант                                      | Результат                                     |                                               |
| --------------------------------------------- | --------------------------------------------- | --------------------------------------------- | --------------------------------------------- | --------------------------------------------- | --------------------------------------------- |
| 2015                                          | Шанхайський міжнародний кінофестиваль         | «Золотий кубок» за найкращий фільм            | «Ніколи в житті»                              | Перемога                                      |                                               |